# William Robertson (homme politique ontarien)
Pour les articles homonymes, voir William Robertson et Robertson.
William Robertson (2 janvier 1897-15 avril 1948), est un homme politique canadien de l'Ontario. Il est député provincial social-démocrate de la circonscription ontarienne de Wentworth (en) de 1943 à 1948.

## Biographie
Né dans le village de Bothwellhaugh (en) dans le Lanarkshire en Écosse, Robertson étudie sur place et s'établit au Canada en 1926. Il meurt en fonction alors qu'il est happé par un automobiliste en face de Queen's Park de Toronto. Il est inhumé à Hamilton.